# 東邦大学医学部レイプ事件
東邦大学医学部レイプ事件（とうほうだいがくいがくぶレイプじけん）は、2016年に発生した東邦大学医学部の学生、卒業生によって起こされたレイプ事件。

## 概要

### 事件発生から逮捕
2016年4月30日から5月1日にかけて、東邦大学医学部卒の研修医の借りている東京都大田区の賃貸住宅で飲み会が開かれる。その飲み会には女性数人も参加していた。この女性が酒に酔ったときに事件当時20代と30代の3人の男性によって性的暴行が行われた。この3人のうちの2人が東邦大学医学部を卒業した研修医で、1人が東邦大学医学部の学生であった。これだけでなく同年7月までに同じ人物によって性的暴行が行われ、計6件の容疑で逮捕された。
東邦大学卒業生の2人は大学時代に同じイベントサークルに所属していた。この事件の首謀者は、それまでにも4回の同様の事件での逮捕歴があった。それらはいずれも合コンなどの名目で飲み会を開き、女性に酒を飲ませて暴行をするというものであった。このように短期間で何度も逮捕されていたものの、勤務していた病院は何の処分もしていなかった。

### 裁判
賃貸住宅を提供した首謀者は裁判の結果、準強姦罪で懲役5年となった。だが一緒に行動をした研修医の人物は裁判の結果、無罪となった。裁判長は、そのときの被害者は酒に酔っていて、暴行をしたのは誰であったかを特定できる記憶が無かったため無罪とした。この無罪となった人物は別の件でも逮捕されていたが、そこでは示談が成立して不起訴となっていた。これとは別の件では東京地方検察庁は3人全員を不起訴とした。不起訴とした理由は明かしていない。